# كسر الملاكم
كسر الملاكم هو الاسم الشائع لكسر في عنق العظام التي تشكل براجم اليد. يحدث الكسر عادة في عنق العظم السنعي الخامس، الذي يشكل برجمة خنصر ولكن نفس الاسم يمكن أن يستعمل لكسر يحدث في أي من الأسناع. تعرف هذه الأذية أيضاً بكسر المتشاجر ; يمكن أن يسمى كسر في عنق السنع الرابع أو الخامس بكسر الحانة.

## الأسباب
يسبب عادة بتصادم كف مقبوض مع جمجمة أو عنصر قاسٍ غير متحرك كجدار. يميل برجم إصبع السبابة لقيادة بقية البراجم في لكمة قاسية وينضغط البرجم ويكسر عنق العظم السنعي.

## العلاج
عدم تحريك الاصبع من 3-4 اسابيع يمكن علاج المريض بالجراحة أو بالجبيرة هذا حسب الحالة وتناول أطعمة ترمم الكسور.
رد مغلق و جبيرة ميزابة الزند في الحالات المتوسطة
بالحالات المتقدمة نستعمل سلك كيرشنر